# Dacia ripensis
Dacia ripensis (Obalna Dačka) je ime bivše rimske provincije koja je nastala nakon podijelje središnje dio Mezije zvana Dacia Aureliani na ripensis i interior).
U antičkim geografskim izvorima, granica na zapadu je bio grad Cuppae (danas Golubac naselje u Republici Srbiji) do rijeke Utus (danas rijeka Vit u Bugarskoj).

## Povijest
Nastala nakon prepuštanja Dačke Gotima od strane Aurelijana (270. – 275.)
i preseljenja rimskog stanovništva iz bivše provincije južnije od Dunava.